# Saba Malaspina
Saba Malaspina (Roma, XIII secolo – 1298) è stato un vescovo cattolico e storico italiano, cronachista di parte guelfa degli avvenimenti storici del Regno di Sicilia dal 1250 al 1285.

## Biografia
Membro di un'antica famiglia romana, nel 1286 fu nominato vescovo di Mileto in Calabria, e successivamente addetto alla curia di papa Martino IV.
Scrisse il Rerum Sicularum historia, dove narra gli avvenimenti dalla morte di Federico II avvenuta nel 1250 a quella di Carlo I d'Angiò avvenuta nel 1285, da un punto di vista di parte guelfa.